# Schlacht bei Burkersdorf
Pirna – Lobositz – Prag – Gabel – Kolin – Groß-Jägersdorf – Moys – Roßbach – Breslau – Leuthen – Domstadtl – Olmütz – Neisse – Zorndorf – Hochkirch – Kay – Kunersdorf – Hoyerswerda – Maxen – Koßdorf – Landeshut – Liegnitz – Oschatz – Berlin – Wittenberg – Torgau – Döbeln – Burkersdorf – Reichenbach – Freiberg
In der Schlacht bei Burkersdorf am 21. Juli 1762 erkämpfte im Siebenjährigen Krieg die preußische Hauptarmee unter Friedrich II. die Voraussetzung für Rückeroberung der strategisch wichtigen Festung Schweidnitz in Schlesien.

## Vorgeschichte
Russland war im Mai 1762 im Frieden von Sankt Petersburg auf die Seite Preußens übergegangen und hatte ein Hilfskorps von 20.000 Mann unter General Sachar Grigorjewitsch Tschernyschow (Generalfeldmarschall) zu Friedrichs Armee in Schlesien gesandt. So gestärkt, plante Friedrich, die bei Burkersdorf an der Weistritz verschanzte österreichische Hauptarmee unter Feldmarschall Leopold Joseph von Daun von Schweidnitz abzudrängen. Während der Angriffsvorbereitungen erfuhr Friedrich am 18. Juli vom Sturz Peters III. und dem Rückzugsbefehl seiner Nachfolgerin Katharina II. an Tschernyschow. Friedrich veranlasste diesen mit dem Hinweis, es müsse noch für Nachschub gesorgt werden, bis zum 21. Juli in seiner Aufmarschstellung zu verbleiben.

## Die Schlacht
Friedrich baute heimlich in der Nacht zum 21. vor den von den Österreichern besetzten Anhöhen eine große Batterie auf. Gleichzeitig formierte sich die preußische Armee in Schlachtordnung, um am frühen Morgen anzugreifen. Das Hauptziel der ersten Kanonade war die österreichische Kavallerie. Diese ergriff die Flucht, überrannte das eigene Fußvolk und riss es mit in die Flucht.
Daun war der russische Abzugsbefehl nicht bekannt. Er durchschaute die Zuschauerrolle der Russen nicht und sah sich daher vor der vermeintlichen Übermacht zum Abzug genötigt. Die preußische Infanterie rückte sofort nach und erbeutete mehrere Kanonen. Die Österreicher verloren die Schlacht mit mehr als 1000 Gefallenen und 2000 Gefangenen.
Tschernyschow zog am Folgetag mit seinem Korps ab, von Friedrich mit einem mit Brillanten besetzter Ehrendegen und 15.000 Dukaten reich beschenkt.

## Folgen
Die Folge der Schlacht war der Rückzug der Österreicher aus Schlesien in die Grafschaft Glatz und die Eröffnung der Belagerung von Schweidnitz. Ein letzter Vorstoß Dauns zum Entsatz scheiterte im August in der Schlacht bei Reichenbach. Die Festung kapitulierte am 9. Oktober 1762, womit Schlesien bereits vor dem Kriegsende im Februar 1763 ganz in preußische Hand gekommen war.
Die Kämpfe waren für die Entwicklung der Lineartaktik bedeutungsvoll, weil die preußische Armee auch hier, wie schon bei Krefeld und Torgau, von der geschlossenen Formation abging und jeweils in drei großen Kolonnen angegriffen hatte.